# Asesino del olvido
Asesino del olvido es una serie de televisión web mexicana de drama y suspenso psicológico creada por Jorge Tijerina. Está basada en la serie turca Şahsiyet producida por Ay Yapim en 2018. Se estrenó el 7 de octubre de 2021 a través de HBO Max. La serie está protagonizada por Damián Alcázar como el personaje titular, junto a Paulina Gaitán y Erik Hayser.

## Reparto
- Damián Alcázar como Pascual León[2]
- Paulina Gaitán como Jimena Guerra[2]
- Erik Hayser como Francisco Pira[2]
- Giovanna Zacarías como Sara León[2]
- Luis Alberti como Diego Garduño[2]
- Armando Hernández como Antonio Zampayo[2]
- Dolores Heredia como Nuri Herrera[2]
- Juan Carlos Colombo[2]
- Ofelia Medina[2]

## Recepción

### Críticas
La serie ha recibido varias críticas positivas. Jofiel Habib de Cultura Colectiva destacó que: «Esta puesta nos ofrece un elenco muy interesante que brilla por separado, pero que al juntarlos, combinan sus talentos y nos transportan de lleno a la historia, atrapándonos capítulo a capítulo». Paloma González de Revista GQ  dijo que: «...los creadores de la serie saben muy bien que, para que podamos meternos en la historia por completo, hay que tener algo de realidad en todo esto, y la serie lo logra de forma perfecta». Por su parte Álvaro Cueva de Milenio indicó que: «La historia es increíblemente original porque parte de un tema muy social, muy humano, pero lo lleva hacia extremos que nunca habíamos visto, o que al menos nunca habíamos visto así».